# Ich bin vergnügt mit meinem Glücke, BWV 84

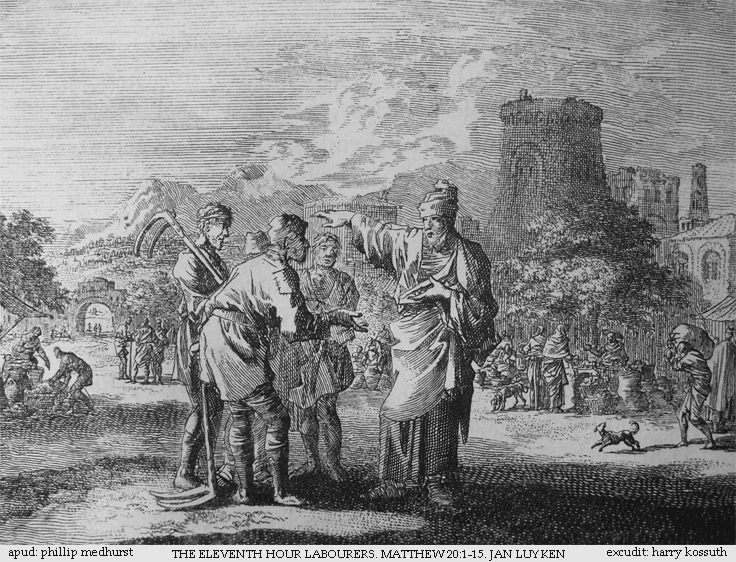
Los obreros de la undécima hora de Jan Luyken.

Ich bin vergnügt mit meinem Glücke, BWV 84 (Estoy contento con mi suerte) es una cantata de iglesia escrita por Johann Sebastian Bach en Leipzig para el domingo de Septuagésima y estrenada el 9 de febrero de 1727. Se trata de una cantata para solista, en este caso para la voz de soprano.

## Historia
Bach compuso esta obra durante su primer año como Thomaskantor en Leipzig para el tercer domingo antes de Cuaresma, conocido como Septuagésima. Es una de las escasas piezas que el propio Bach llamó cantata en su momento y que en la actualidad mantiene tal denominación. Había escrito ya dos cantatas para la ocasión en años anteriores, Nimm, was dein ist, und gehe hin, BWV 144 en 1724, así como Ich hab in Gottes Herz und Sinn, BWV 92 en 1725. La cantata fue interpretada por primera vez el 9 de febrero de 1727.

## Análisis

### Texto
Las lecturas establecidas para ese día eran de la primera epístola a los corintios, "la carrera por la victoria" (1 Corintios 9:24–10), y del evangelio según San Mateo, la parábola de los trabajadores de la viña (Mateo 20:1-16).
Como en los primeros años, el texto de la cantata está relacionado con el evangelio de una manera general en que el cristiano debe estar contento con su porción de buena fortuna sin envidia de otros que puedan parecer más afortunados. El título y el texto muestran similitudes con Ich bin vergnügt mit meinem Stande (Estoy contento en mi posición) de Picander, publicado en 1728. No está claro si ambos textos son obra de Picander, o si Picander basó el suyo en uno previo o bien si el texto de Picander ya estaba disponible en la época de la composición pero fue modificado. Como observa Klaus Hofmann, las reflexiones se encuentran dentro del espíritu del comienzo de la Ilustración, "alabanza de la frugalidad, de la modestia con la que Dios nos ha asignado a nosotros, de la satisfacción, de la falta de envidia hacia los demás". El lenguaje ya no es el "pathos retórico de la poesía barroca", sino "la radicalidad y el arte de la imaginería. El lenguaje es sencillo y conciso;. Es más racional que figurativo". El coral de cierre es la decimosegunda estrofa del himno "Wer weiß, wie nahe mir mein Ende" escrito por Ämilie Juliane von Schwarzburg-Rudolstadt en 1686. Bach había utilizado su primera estrofa en sus cantatas Wo gehest du hin?, BWV 166 de 1724 y en Wer weiß, wie nahe mir mein Ende?, BWV 27 de 1726. 

### Instrumentación
La obra está festivamente escrita para una sola voz solista (soprano), un coro  a cuatro voces; oboe, dos violines, viola y bajo continuo.

### Estructura
Consta de cinco movimientos.
1. Aria: Ich bin vergnügt mit meinem Glücke
2. Recitativo: Gott ist mir ja nichts schuldig
3. Aria: Ich esse mit Freuden mein weniges Brot
4. Recitativo: Im Schweiße meines Angesichts
5. Coral: Ich leb indes in dir vergnüget

Los movimientos presentan diferente instrumentación y carácter. La primera aria es lenta y pensativa, acompañada por todos los instrumentos, reminiscencia de movimiento lento de un concierto para oboe. El primer recitativo es secco, el otro acompañado por la cuerda. La segunda aria es danzable y acompañada por dos partes obbligato de oboe y violín. Mediante una vívida figuración en el violín y una versión ligeramente simplificada en el oboe expresan el texto "ein fröhlicher Geist, ein dankbares Herze, das lobet und preist" (un espíritu feliz, un corazón agradecido, que da alabanzas). Hofmann observa que el aria representa un "idilio pastoral con una rústica escena musical - un tributo a la utopía de la Ilustración de la sencilla y feliz vida del campo". La figuración del violín sugiere el drone de la gaita o la zanfona. La voz salta en sextas ascendentes, con un "carácter de tipo folclórico" y transmitiendo una "feliz tranquilidad".
El coral es un arreglo a cuatro voces de la melodía "Wer nur den lieben Gott lässt walten".

## Discografía selecta
De esta pieza se han realizado una serie de grabaciones entre las que destacan las siguientes.
- 1952 – J.S. Bach: Cantatas BWV 106 & 84. Hermann Scherchen, Wiener Akademie-Kammerchor, Wiener Staatsoper-Orchester, Magda Lászlò (Westminster).
- 1961 – J.S. Bach: Cantatas BWV 49 & 84. Wilhelm Ehmann, Westfälische Kantorei, Instrumental Ensemble, Agnes Giebel (Cantate).
- 1982 – Bach: Kantaten BWV 52, 84 & 209. Raymond Leppard, English Chamber Orchestra, Elly Ameling (Philips).
- 1983 – Die Bach Kantate Vol. 26. Helmuth Rilling, Gächinger Kantorei, Württembergisches Kammerorchester Heilbronn, Arleen Augér (Hänssler).
- 2000 – Bach Edition Vol. 15: Cantatas Vol. 8. Pieter Jan Leusink, Holland Boys Choir, Netherlands Bach Collegium, Ruth Holton (Brilliant Classics).
- 2000 – Bach Cantatas Vol. 20. John Eliot Gardiner, Monteverdi Choir, English Baroque Soloists, Miah Persson (Soli Deo Gloria).
- 2003 – J.S. Bach: Complete Cantatas Vol. 20. Ton Koopman, Amsterdam Baroque Orchestra & Choir, Sandrine Piau (Antoine Marchand).
- 2007 – J.S. Bach: Christus, Der Ist Mein Leben. BWV 27, 84, 95 & 161. Philippe Herreweghe, Collegium Vocale Gent, Dorothee Mields (Harmonia Mundi France).
- 2007 – J.S. Bach: Geistliche Solokantaten für Sopran. Helmut Müller-Brühl, Bach Vokalensemble Köln, Kölner Kammerorchester, Siri Thornhill (Naxos).
- 2007 – J.S. Bach: Cantatas Vol. 41 (Solo Cantatas) BWV 56, 82, 84, 158. Masaaki Suzuki, Bach Collegium Japan, Carolyn Sampson (BIS).